# Brian Baker (gitarist)
Brian Baker (geboren 25 februari 1965) is een Amerikaanse gitarist. In 1980 is hij een van de oprichters van hardcore punkband Minor Threat, waar hij als basgitarist begon. In 1982 stapte hij over op gitaar. Maar in 1983 werd Minor Threat opgeheven.
Daarna begon hij Dag Nasty in 1985. Later had hij nog een rol in Doggy Style, The Meatman, Government Issue en Junkyard.
In 1994 werd hem een plek in de tour van R.E.M. aangeboden, maar deze wees hij af. In plaats daar van werd hij de vervanger van Brett Gurewitz als gitarist in Bad Religion, waar hij tegenwoordig nog steeds speelt.

## Trivia
- Als twaalfjarig jongetje heeft Brian een keer samen op het podium gitaar gespeeld met Carlos Santana.

- International Standard Name Identifier: 0000 0004 0702 1138
- Library of Congress Control Number: no2011101332
- MusicBrainz: 1fd36abf-e43c-4b01-820b-d7280cc27ea5
- Virtual International Authority File: 172705544
- WorldCat: E39PBJwMwXXxM9bK99gHjQw9jC